# 菊地朋美
菊地 朋美（きくち ともみ、7月15日 - ）は関西を中心に活躍するラジオパーソナリティ・MC・ナレーター・リーディングパフォーマー。
大阪市中央区出身。京都女子大学卒業。株式会社ことだま所属。

## 現在出演中の番組

### ラジオ
YES-fm
- maido station（毎週水曜日 10:00 - 13:00）[2]
- ミナBAR（毎週日曜日 21:00 - 22:00）[3]

ならどっとFM
- WAKE UP NARA（毎週月曜日 8:00 - 10:30）[4]